# Liste des phares du Finistère
| \| Localisation du Finistère en France \| MANCHE Mer d'Iroise OCÉAN ATLANTIQUE Rade de Brest Baie de Douarnenez Baie d'Audierne Île d'Ouessant Archipel des Glénan Quimper Brest Morlaix Île de Batz Roscoff Île Louët Île Noire La Lande Pontusval Île Vierge Île Wrac'h Lanvaon Le Four L'Aber-Ildut Kéréon Le Stiff Créac'h Nividic La Jument Trézien Kermorvan Saint-Mathieu Les Pierres Noires Le Portzic Le Petit Minou Le Toulinguet Camaret Morgat Le Millier Ar-Men Île de Sein Tévennec Men Brial La Vieille Lervily Kergadec Trescadec Raoulic Pors Poulhan Eckmühl Le Guilvinec Tourelle des Perdrix Langoz Bénodet Le Coq Sainte-Marine La Croix Île aux Moutons Penfret Port Manec'h Doëlan Amont Doëlan Aval |
| Localisation du Finistère en France |

| Localisation du Finistère en France |

| \| Localisation du Finistère en France \| MANCHE Mer d'Iroise OCÉAN ATLANTIQUE Rade de Brest Baie de Douarnenez Baie d'Audierne Île d'Ouessant Archipel des Glénan Quimper Brest Morlaix Île de Batz Roscoff Île Louët Île Noire La Lande Pontusval Île Vierge Île Wrac'h Lanvaon Le Four L'Aber-Ildut Kéréon Le Stiff Créac'h Nividic La Jument Trézien Kermorvan Saint-Mathieu Les Pierres Noires Le Portzic Le Petit Minou Le Toulinguet Camaret Morgat Le Millier Ar-Men Île de Sein Tévennec Men Brial La Vieille Lervily Kergadec Trescadec Raoulic Pors Poulhan Eckmühl Le Guilvinec Tourelle des Perdrix Langoz Bénodet Le Coq Sainte-Marine La Croix Île aux Moutons Penfret Port Manec'h Doëlan Amont Doëlan Aval |
| Localisation du Finistère en France |

| Localisation du Finistère en France |